# Парамоново (Курганская область)
Парамоново — село в Альменевском районе Курганской области России. Административный центр Парамоновского сельсовета.

## География
Село находится на юго-западе Курганской области, в пределах южной части Западно-Сибирской равнины, на расстоянии примерно 14 километров (по прямой) к югу от села Альменево, административного центра района. Абсолютная высота — 169 метров над уровнем моря.

Климат классифицируется как влажный континентальный с тёплым летом (согласно классификации климатов Кёппена — Dfb). Среднегодовая температура воздуха положительная и составляет +2,1 °C. Средняя температура самого холодного месяца (января) составляет −16,6 °С, самого жаркого месяца (июля) — +19,6 °С. Расчётная многолетняя норма осадков — 397 мм. Наименьшее количество осадков выпадает в феврале (14 мм), наибольшее количество — в июле (70 мм). 

### Часовой пояс
Село Парамоново, как и вся Курганская область, находится в часовой зоне МСК+2. Смещение применяемого времени относительно UTC составляет +5:00.

## История

Яланский кантон на карте Автономной Башкирской ССР.

Заимка Парамонова появилась между 1892 и 1901 годами, относилась к Катайской, затем к Заманиловской волости Челябинского уезда Оренбургской губернии. В 1916 году Товарищество Паромоновское имело паровую мукомольную мельницу.
В начале лета 1918 года была установлена белогвардейская власть (26 мая белочехи захватили г. Челябинск, 4 июня — станцию Шумиха).
15 июля 1919 года на Восточном фронте против Колчака 1-й Симбирский рабочий полк у д. Парамоново вел ожесточенный бой с белоказаками. Бой длился 20 часов и закончился разгромом белых. В бою погиб командир полка Космовский и его помощник Фокин.
В 1919 году образован Шариповский сельсовет, в состав которого вошла д.  Парамоново.
7 марта 1922 года решением Коллегии Народного комиссариата внутренних дел Автономной Башкирской ССР резиденция Яланского кантона перенесена из Танрыкулово в Парамоново. 14 июня 1922 года Яланский кантон упразднён, территория возвращена в состав Челябинского уезда Челябинской губернии. По данным на 1926 год состояло из 78 хозяйств. 
14 июня 1954 года образован Парамоновский сельсовет в результате объединения Табайлинского и Кулсаринского сельсоветов Альменевского района Курганской области.
В годы Советской власти жители Парамоново работали в колхозе «Путь Ленина».

## Население
| 1901 | 1916 | 1926 | 1989 | 2002 | 2010 |
| ---- | ---- | ---- | ---- | ---- | ---- |
| 60   | ↗244 | ↗429 | ↗549 | ↘474 | ↘331 |

Гендерный состав
По данным Всероссийской переписи населения 2010 года в гендерной структуре населения мужчины составляли 49,5 %, женщины — соответственно 50,5 %.
Национальный состав
Согласно результатам Всероссийской переписи населения 2002 года, в национальной структуре населения русские составляли 62 %.
По переписи населения 1926 года проживало 429 человек, из них русские 337 чел., украинцы 58 чел.

## Инфраструктура
В селе функционируют фельдшерско-акушерский пункт, сельский клуб, библиотека и отделение Почты России.

## Улицы
Уличная сеть населённого пункта состоит из трёх улиц.